# Indaparapeo
Indaparapeo är en kommunhuvudort i Mexiko.   Den ligger i kommunen Indaparapeo och delstaten Michoacán de Ocampo, i den södra delen av landet, 200 km väster om huvudstaden Mexico City. Indaparapeo ligger 1 930 meter över havet och antalet invånare är 6 907.
Terrängen runt Indaparapeo är kuperad söderut, men norrut är den platt. Runt Indaparapeo är det ganska tätbefolkat, med 86 invånare per kvadratkilometer. Närmaste större samhälle är Zinapécuaro, 16,7 km nordost om Indaparapeo. I omgivningarna runt Indaparapeo växer huvudsakligen savannskog.